# الکترو-ال
الکترو-ال (به انگلیسی: Elektro–L) (روسی: Электро-Л) نسلِ جدیدی از ماهواره‌های هواشناسی است که توسط لاوچکین برای آژانس فضایی فدرال روسیه طراحی شده است. اولین ماهواره از این نسل با نام الکترول-ال شماره ۱ (به انگلیسی: Elektro-L No.1) در دوم ژانویه ۲۰۱۱ پرتاب شد. این ماهواره اولین ماهواره هواشناسی روسیه بود به صورت موفقیت آمیز در مدار زمین‌ثابت قرار گرفته بود. همچنین این ماهوراه دومین ماهواره هواشنایی عملیاتی روسیه است. این ماهواره جرمی برابر با ۱۶۲۰ کیلوگرم داشته و عمرِ عملیاتی برابر با ۱۰ سال برای آن در نظر گرفته شده است. این ماهواره توانایی تصویربرداری از تمامی زمین از طریق فرکانس‌های فروسرخ و آشکار را داراست.  داده‌های جمع‌اوری شده به منظور مشاهده تغییراتی اقلیمی، بررسی وضعیت اقیانوس‌ها مورد استفاده است و امکان پیش‌بینی وضعیت آب‌وهوایی را فراهم میکند. 

## طراحی
الکترو-ال توسط شرکت لاوچکین طراحی و به توسط آژانس فضایی فدرال روسیه تامین مالی شده است. ساخت این ماهوراه بین سال‌های ۲۰۰۶-۲۰۱۵ انجام شده است. این ماهرواه توسط روسکوسموس مدیریت شده و داده‌های  توسط  روسکوسموس ،مرکز عملی تخقیقاتی هیدرومتئورولوژی فضا و خدمات فدرالی هیدرومتئورولوژی و نظارت محطی روسیه مورد استفاده قرار می‌گیرد. . ماهواره‌ٔ پیشین که با نام الکترو ۱ شناخته می‌شود در سال ۱۹۹۴ به فضا پرتاب شده بود و  به مانند الکترو-ال، با هدفِ قرار گیری در مدارِ زمین-ثابت در نظر گرفته شده بود که به این هدف دست نیافت. 

## هدف
هدفِ ماهواره‌های فراهم آوردنِ توانایی تحلیلِ آب‌وهوا و پیش‌بینی آن است. این ماهواره قابلیت تحلیلِِ آب‌وهوای سرزمین روسیه و جهان را داراست.  ماهواره‌ها توانایی تصویربرداری تمامی کره‌زمین با استفاده از فرکانس‌هایِ طیف مرئی و فروسرخ را دارست. همچنین نظارت بر تغییرات آب و هوایی و اقیانوس‌ها از دیگر وظایف این سری از ماهواره‌هاست.  یک ماهواره الکترو-ال می‌تواند به منظور دریافت و ارسال مجدد سیگنال‌های اضطراریِ کوسپاس-سارست نیز مورد استفاده قرار گیرد. با اضافه شدن ماهواره الکترو-ال شماره ۱ به شبکه‌ٔ ماهواره‌ایی روسیه، انتظار می‌رود تا پیش‌بینی آب‌وهوایی در روسیه دقت بیشتری یابد.

## پرتاب‌ها

### الکترو-ال شماره ۱
اولین فضاپیما از این دسته، ‍‍الکترو ال شماره ۱،  ۲۰ ژانویه ۲۰۱۱، ساعتِ ۱۵«۲۹ دقیقه به وقت مسکو و از سکوی ۴۵ پایگاه فضایی بایکونور به فضا پرتاب شد. در پرتاب این ماهوراه  از موشک زنیت استفاده شده بود. 

### الکترو-ال شماره ۲
نسل بعدی از این سری، الکترو-ال شماره ۲ که در ابتدا برای پرتاب در سال ۲۰۱۳ برنامه‌ریزی شده بود، در نهایت در دسامبر ۲۰۱۵ از پایگاه فضایی بایکونور، در ساعت ۱۳:۴۵ پرتاب شد
.

### الکترو-ال شماره ۳
سومین ماهواره از این دست، الکترو-ال شماره ۳، از ایستگاه فضایی بایکونور، در ۲۴ دسامبر ۲۰۱۹، ساعت ۱۲:۰۳ توسط موشک پروتون-ام پرتاب شد مدارِ این ماهواره از طریق uphere.space قابل رهگیری است.  